# Catocala legionensis
Catocala legionensis là một loài bướm đêm trong họ Erebidae.